# Luis de la Rosa (actor)
Luis de la Rosa (Ciudad de México; 16 de agosto de 2001) es un actor y presentador mexicano. Es conocido por interpretar a Luis Miguel cuando era adolescente en Luis Miguel: La serie y a Bruno Riquelme de la Mora en La casa de las flores, ambas producciones de Netflix.
También ha participado en varias películas mexicanas obteniendo un papel protagónico en Un papá pirata.
Actualmente conduce el programa de televisión juvenil Nick Snack.

## Primeros años
Fue durante su juventud que un productor de la industria cinematográfica lo vio en la adaptación de Los Miserables. Lo contactó para ofrecerle el papel de Álex en Mientras el lobo no está. Lo invitaron a participar en el casting de la cinta y en 2017 debutó en dicha película. Por su desempeño recibió una nominación al premio Ariel en la categoría de actor revelación.

## Vida personal
Actualmente vive en México y en el año 2020 se graduó de la escuela. Luis se ha declarado un gran fanático de la música de los 80's.

## Filmografía

### Televisión
| Año       | Título                | Personaje                 | Notas                        |
| --------- | --------------------- | ------------------------- | ---------------------------- |
| 2018      | Luis Miguel: la serie | 3er Luis Miguel           | Temporada 1; 6 episodios     |
| 2018-2020 | La casa de las flores | Bruno Riquelme de la Mora | Temporadas 1-3; 33 episodios |
| 2021-2022 | Nick Snack            | Presentador               | 14 episodios                 |

### Cine
| Año  | Título                    | Personaje | Notas |
| ---- | ------------------------- | --------- | ----- |
| 2017 | Mientras el lobo no está  | Álex      |       |
| 2018 | Imprisoned                | Ronnie    |       |
| 2019 | Todas las pecas del mundo | Kenji     |       |
| 2019 | Un papá pirata            | Ian       |       |
| 2021 | La casa de las flores     | Bruno     |       |
| 2024 | Caras vemos               | Dante     |       |

## Premios y nominaciones
| Año  | Premiación   | Categoría                  | Trabajo                  | Resultado | Ref.  |
| ---- | ------------ | -------------------------- | ------------------------ | --------- | ----- |
| 2018 | Premio Ariel | Mejor Revelación Masculina | Mientras el lobo no está | Nominado  | [ 9 ] |